# Löttmaringhausen
 Löttmaringhausen  ist ein Ortsteil der Stadt Meschede im Hochsauerlandkreis.

## Geografie

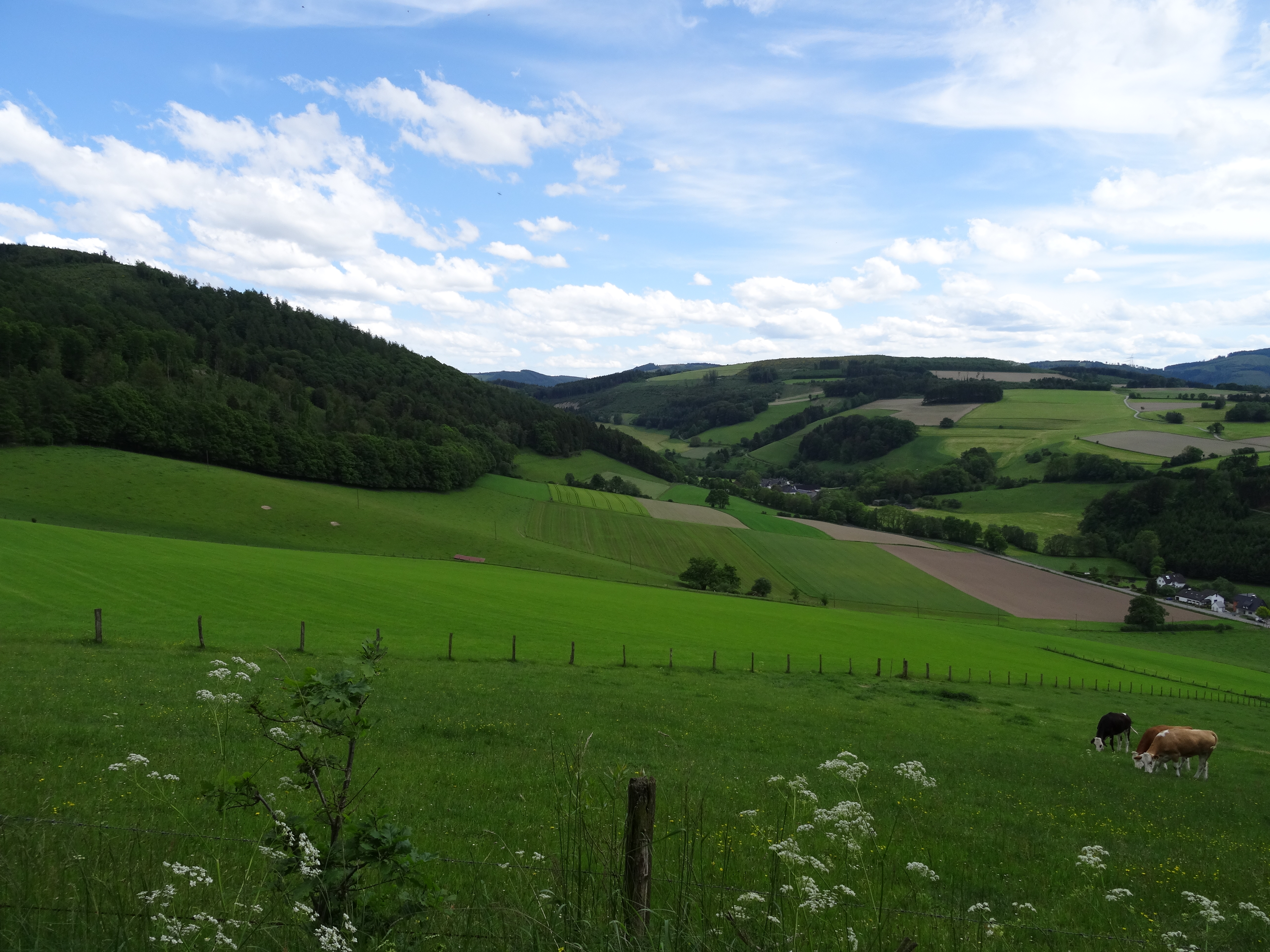
Blick aufwärts in das Tal der Kleinen Henne mit den Dörfern Löttmaringhausen (rechts) und Heggen (links)

Der Ort befindet sich rund 1,5 Kilometer südöstlich von Meschede an der L 740. Durch Löttmaringhausen führt die K 43 und fließt die Kleine Henne. Angrenzende Orte sind Heggen und Meschede. An das Dorf grenzt direkt das Landschaftsschutzgebiet Talflanken der Kleinen Henne und Landschaftsschutzgebiet Unteres Hennetalsystem.

## Geschichte
In „Lotmerinchusen“ befand sich im 14. Jahrhundert eine Hufe des Stiftes Meschede. Frühe Anhaltspunkte über die Größe des Ortes ergeben sich aus einem Schatzungsregister für das Jahr 1543. Demnach gab es in „Lüttmeringhausen“ drei Schatzungspflichtige; die Zahl dürfte mit den damals vorhandenen Höfen bzw. Häusern übereingestimmt haben.
Seit der Neugliederung durch das Sauerland/Paderborn-Gesetz zum 1. Januar 1975 gehört Löttmaringhausen zum Hochsauerlandkreis und ist ein Ortsteil der Stadt Meschede.

## Religion
Die denkmalgeschützte katholische Kapelle St. Agatha wurde am 22. Oktober 1983 in die Liste der Denkmale der Stadt Meschede aufgenommen.